# 金相碩
金 相碩（キム・サンソク、朝鮮語: 김상석、1935年3月16日 - ）は、大韓民国の政治家。第10代韓国国会議員。本貫は金海金氏。仏教徒。

## 経歴
日本統治時代の慶尚南道宜寧郡に生まれた。馬山商業中学校、馬山商業高等学校（ともに現・馬山龍馬高等学校）、東亜大学校経済科を経て東国大学校行政大学院、ソウル大学校行政大学院国家政策発展課程修了。その後民主共和党で中央党組織委員長、中央党総務部長、中央党党紀委員、慶尚南道第5地区党委員長などの要職を務め、そのほか大韓射撃連盟理事、韓国卓球同友連盟副会長、慶南大学校極東問題研究所研究委員を務めた。
そして1978年12月12日に実施された第10代総選挙に民主共和党の公認で立候補して、国会議員に当選した。